# Благовское сельское поселение
Благовское сельское поселение — муниципальное образование (сельское поселение) в Александро-Невском районе Рязанской области.
Административный центр — село Благие.

## История
Благовское сельское поселение образовано в 2006 году.

## Население
| 2010  | 2012  | 2013  | 2014  | 2015  | 2016  | 2017  | 2018  | 2019  |
| ----- | ----- | ----- | ----- | ----- | ----- | ----- | ----- | ----- |
| 1483  | ↘1478 | ↗1481 | ↘1464 | ↗1476 | ↘1456 | ↘1446 | ↗1468 | ↘1435 |
| 2020  | 2021  | 2023  |       |       |       |       |       |       |
| ↘1417 | ↘1392 | ↘1381 |       |       |       |       |       |       |

## Состав сельского поселения
| №  | Населённый пункт | Тип населённого пункта       | Население |
| -- | ---------------- | ---------------------------- | --------- |
| 1  | Бахметьево       | деревня                      | ↘135      |
| 2  | Благие           | село, административный центр | ↘226      |
| 3  | Владимировка     | деревня                      | ↘5        |
| 4  | Дмитриевка       | деревня                      | ↘15       |
| 5  | Знаменка         | деревня                      | ↘5        |
| 6  | Канищево         | село                         | ↘73       |
| 7  | Кленские Выселки | деревня                      | ↘7        |
| 8  | Луговой          | посёлок                      | →0        |
| 9  | Николаевка       | деревня                      | ↘0        |
| 10 | Николо-Выселки   | деревня                      | ↘2        |
| 11 | Ольховка         | деревня                      | ↘156      |
| 12 | Павловка         | деревня                      | ↘298      |
| 13 | Студенки         | село                         | ↗462      |
| 14 | Чагино           | деревня                      | ↘8        |